# Stockbridge (Georgia)
Stockbridge is een plaats (city) in de Amerikaanse staat Georgia, en valt bestuurlijk gezien onder Henry County.

## Demografie
Bij de volkstelling in 2000 werd het aantal inwoners vastgesteld op 9853.
In 2006 is het aantal inwoners door het United States Census Bureau geschat op 13.668, een stijging van 3815 (38.7%).

## Geografie
Volgens het United States Census Bureau beslaat de plaats een oppervlakte van
28,5 km², waarvan 28,4 km² land en 0,1 km² water. Stockbridge ligt op ongeveer 259 m boven zeeniveau.
Nabij de plaats ligt het Panola Mountain State Park met de berg Panola Mountain.

## Plaatsen in de nabije omgeving
De onderstaande figuur toont nabijgelegen plaatsen in een straal van 16 km rond Stockbridge.

## Geboren in Stockbridge
- Lessie Brown (1904-2019), supereeuwelinge